# 新奇格拉农村居民点
新奇格拉农村居民点（俄语：Новочигольское сельское поселение）是俄罗斯联邦沃罗涅日州塔洛瓦亚区所属的一个农村居民点。其下辖有14个居民点，行政中心为新奇格拉。据2016年统计，该农村居民点的人口为3270人。